# Sergei Nikolajewitsch Lasarew

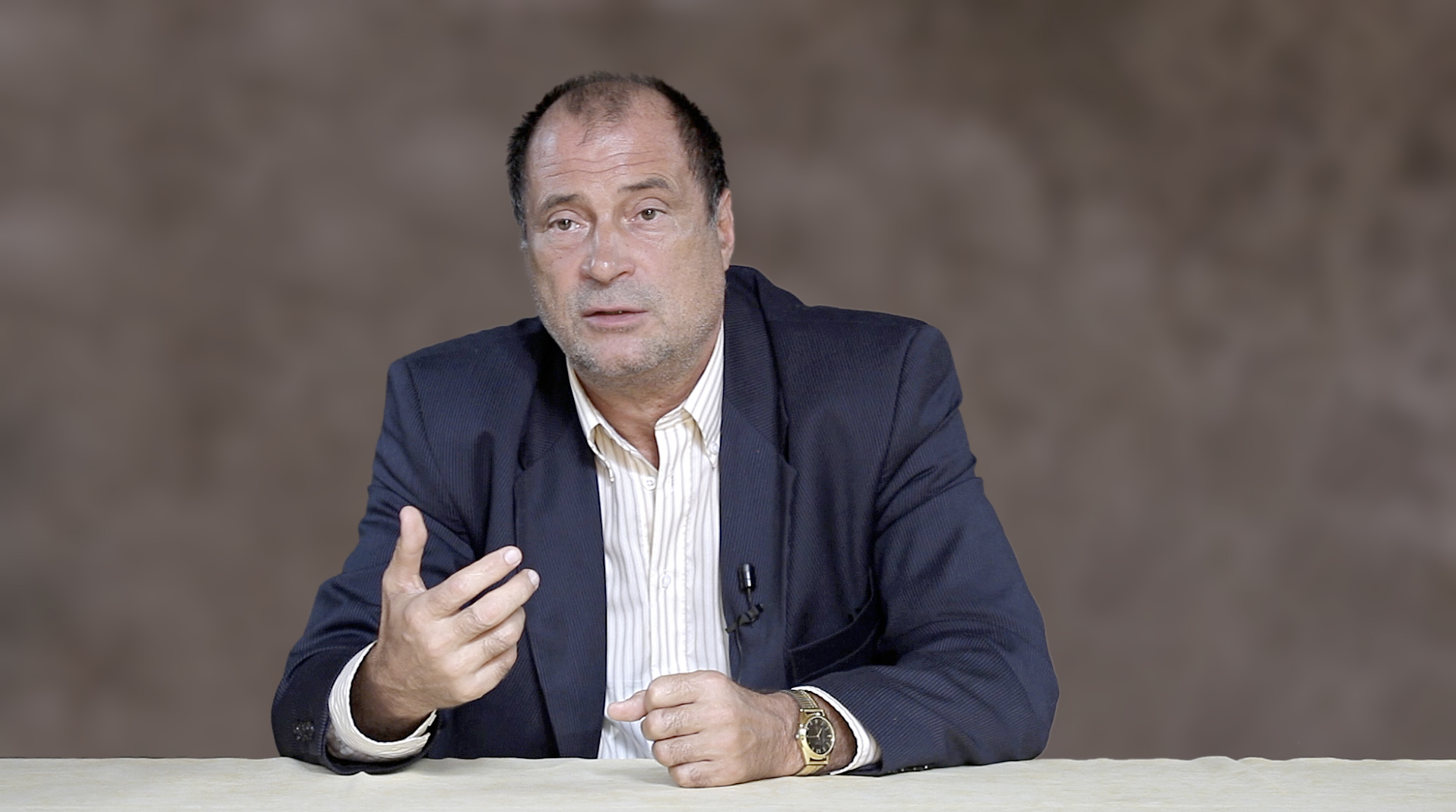
Sergei Nikolajewitsch Lasarew (2011)

Sergei Nikolajewitsch Lasarew (russisch Сергей Николаевич Лазарев; * 4. September 1952 in Jeisk) ist ein russischer Forscher, Psychologe und Schriftsteller. Seine Arbeit umfasst Tätigkeitsfelder wie Theologie, Philosophie, Psychologie und Parapsychologie, Esoterik sowie Anthropologie im weitesten Sinne.

## Biografie
Mit seiner Tätigkeit begann S.N. Lasarew in den Jahren 1980/1981. Motivation hierfür war nach eigenen Angaben der Wunsch, die Funktionsweise des Universums zu erforschen, insbesondere die Beziehung zwischen Gott und dem Menschen zu ergründen. Hierfür bedient sich Lasarew sowohl religiöser Texte (in erster Linie der vier Evangelien des Neuen Testaments, aber beispielsweise auch der Thora, der Bhagavad-Gita und des Korans), als auch philosophischer, (para)psychologischer und mystischer Denkschulen.
Seit Veröffentlichung der ersten Bücher zu Beginn der 1990er Jahre finden Lasarews Theorien eine stetig wachsende Verbreitung, vor allem in Russland und der Ukraine. Vorträge und Seminare, aber auch Auftritte im russischen Rundfunk und Fernsehen verschafften Lasarew einen hohen, bis heute wachsenden Bekanntheitsgrad. Hierzu tragen maßgeblich Berichte von Menschen bei, denen zufolge sie – zum Teil nachweislich medizinisch bestätigte – Heilungen von schwersten, teilweise von der Medizin als unheilbar eingestuften Erkrankungen durch die Befolgung von Lasarews Lehren erfahren haben.

## Kernaussagen der Lehre
S.N. Lasarews Werke unterscheiden sich vom Großteil der heute verbreiteten esoterischen Literatur durch die Statuierung eines ganzheitlichen, alle Aspekte der göttlichen, menschlichen und sonstigen Existenz umfassenden Weltbildes. Im Zentrum dieses Systems steht nach Lasarew Gott; alle Lebewesen bestünden aus den Elementen Seele, Geist und Körper in ebendieser hierarchischen Abfolge und seien dem Gesetz des Karma und der (Re)Inkarnation unterworfen. Alle Erkrankungen, Schicksalsschläge und persönlichen Probleme sind nach Lasarew auf eine falsche Prioritätssetzung und übermäßige Bindung an irdische Werte (Vergnügen, sozialer Status, familiäres Glück etc.) zurückzuführen, stellen also das Ergebnis eines durch fehlerhaftes Verhalten angesammelten negativen Karmas dar. Der Weg zur Bereinigung des Karma und damit zum persönlichen Glück liegt nach Lasarew in der Weiterentwicklung der Seele, welche u. a. mittels eines korrekten Weltbildes und durch die ständige Justierung der eigenen Gefühls- und Gedankenwelt zu erreichen sei. Im Mittelpunkt von Lasarews Lehre steht hierbei das Konzept der Priorität der Liebe; erst die Kultivierung dieses Gefühls gegenüber Gott, sich selbst und der Umwelt führe zur Bereinigung des persönlichen Karma.

## Tätigkeit
Seit Beginn der 1990er Jahre legt S.N. Lasarew seine Ansichten in zahlreichen Büchern dar. In der ersten Bücherreihe – 'Karma-Diagnostik' – erschienen 12 Bücher, die zweite Reihe – 'Der Mensch der Zukunft' – wurde mit 7 Büchern abgeschlossen. In der dritten Reihe – 'Karma-Diagnostik Teil 2' – erschien Ende 2010 das erste Buch. Lasarews Werke erfreuen sich in Russland sowie auf dem GUS-Gebiet seit Beginn der 1990er Jahre einer konstanten Popularität; die Gesamtzahl der dort verkauften Buchexemplare beläuft sich auf über 8,4 Mio. (Stand: Dezember 2010). Mittlerweile wurde ein Teil der Bücher in die Sprachen Deutsch, Englisch, Spanisch, Französisch, Japanisch, Griechisch, Polnisch, Tschechisch, Serbisch, Kroatisch, Rumänisch, Ungarisch und Bulgarisch übersetzt und wird auch in Mittel- und Osteuropa, insbesondere in Deutschland, vermarktet.
Seit 1993 veranstaltet Lasarew zudem Vorträge und Seminare, in denen er seine Ansichten dem Auditorium persönlich darlegt. Ursprünglich auf Russland begrenzt, finden seine Seminare mittlerweile auch regelmäßig in der Ukraine, in Israel sowie in Deutschland statt und werden auf DVDs aufgezeichnet und vertrieben.

## Werke

### Serie 'Karma-Diagnostik'
- Karma-Diagnostik Band 1. Neue Sicht des Karma, Gesundheit und Schicksal als Ergebnis der eigenen Handlungen. 2004, ISBN 978-3-9809005-0-8.
- Karma-Diagnostik Band 2. Antworten auf Fragen zum Karma und zur Veränderung des eigenen Schicksals. 2004, ISBN 978-3-9809005-1-5.
- Karma-Diagnostik Band 3. Karmagesetze – Verbindung von Emotionen, Handlungen, Gedanken und vom Schicksal. 2006, ISBN 978-3-9809005-2-2.
- Karma-Diagnostik Band 4. Wie unsere Emotionen das Schicksal gestalten. 2006, ISBN 978-3-9809005-3-9.
- Karma-Diagnostik Band 5. Liebe. 2007, ISBN 978-3-9809005-4-6.
- Karma-Diagnostik Band 6. Kontakt mit der Zukunft. 2010, ISBN 978-3-941622-07-4.

### Serie 'Der Mensch der Zukunft'
- Der Mensch der Zukunft. Band 1: Der erste Schritt in die Zukunft. 2009, ISBN 978-3-941622-00-5.
- Der Mensch der Zukunft. Band 2: Die Erziehung der Eltern. Teil 1, 2010, ISBN 978-3-941622-01-2.